# Acmaeodera dolorosa
Acmaeodera dolorosa  (лат.) — вид жуков-златок рода Acmaeodera из подсемейства Polycestinae (Acmaeoderini). Распространён в Новом Свете. Кормовым растением имаго являются Simmondsia chinensis, Prunus fasciculata (Westcott, et al. 1979:173), а у личинок — неизвестны.
Вид был впервые описан в 1899 году биологом Генри Клинтоном Фоллом (Henry Clinton Fall).